# Harry Potter
 For alternative betydninger, se Harry Potter (flertydig). (Se også artikler, som begynder med Harry Potter)
Harry Potter er en serie af fantasybøger, skrevet af den britiske forfatter J. K. Rowling. Bøgerne handler om den unge troldmand Harry Potter og hans venner Hermione Granger og Ron Weasley, der alle går på troldmandsskolen Hogwarts. Den primære historiebue omhandler Harrys kamp mod Lord Voldemort, der er en ond troldmand som forsøger at blive udødelig, styrte den magiske verdens regering, der kaldes Ministeriet for Magi og undertvinge sig alle troldmænd og mugglere (ikke-magikere).
Siden udgivelsen af den første bog, Harry Potter og De Vises Sten, den 26. juni 1997 er bøgerne blevet ekstremt populære, og har fået ros af kritikere og opnået stor kommerciel succes. De har fået en stor læserskare blandt både voksne og børn, og de bliver ofte betragtet som en af hjørnestenene i moderne ungdomslitteratur. I februar 2018 havde bøgerne solgt mere end 500 millioner eksemplarer, hvilket gør dem til den bedst sælgende bogserie nogensinde, og de er blevet oversat til 80 sprog. De sidste fire bøger i serien satte alle rekorder som de hurtigst sælgende bøger nogensinde, og den sidste bog, Harry Potter og Dødsregalierne, solgte omkring 2,7 millioner eksemplarer i Storbritannien, og omkring 8,3 millioner i USA inden for de første 24 timer af udgivelsen.
Serien blev oprindeligt udgivet på engelsk af to store forlag, Bloomsbury i Storbritannien og Scholastic Press i USA. Alle versioner rundt i verden er printet af Grafica Veneta i Italien.
Et skuespil, Harry Potter og det forbandede barn, baseret på en historie som er skrevet i samarbejde med Rowling, havde premiere i London den 30. juli 2016 på Palace Theatre, og manuskriptet blev udgivet af Little, Brown. De oprindelige syv bøger er blevet filmatiseret til en filmserie på otte film af Warner Bros. Pictures, som i februar 2020 var den tredjebedste filmserie nogensinde. En tv-serie i syv sæsoner, hvor hver sæson følger en af seriens bøger, er planlagt til at få premiere på streamingtjenesten Max i 2026.
I 2016 blev den totale værdi af Harry Potter-serien estimeret til omkring 165 mia. kroner, hvilket gør Harry Potter til en af de bedst sælgende medie-franchiser nogensinde.
Serien indeholder mange genrer, inklusive fantasy, drama, at blive ældre og den britiske kostskolehistorie (som inkluderer elementer af mystik, thriller, eventyr, gys og romantik), og Harry Potter-universet udforsker adskillige temaer og inkluderer mange kulturelle meninger og referencer. Ifølge Rowling er fortællingens hovedtema døden. Andre store temaer i serien inkluderer fordomme, korruption og vanvid.
Bøgernes og filmenes store succes har tilladt, at Harry Potter-serien er blevet udvidet med adskillige afledte værker, en omrejsende udstilling, der havde premiere i Chicago i 2009, en rundvisning/studietur i London, som åbnede i 2012, en digital platform, hvor J.K. Rowling opdaterer serien med ny information og viden, og en pentalogi af spin-off-film, der havde premiere i november 2016 med Fantastiske skabninger og hvor de findes, blandt de mange ting serien har udviklet sig til. Fra 2010 og fremefter er der åbnet flere forlystelsesparker kaldet The Wizarding World of Harry Potter i Universal Parks & Resorts rundt omkring i verden.

## Bøger
1. Harry Potter og De Vises Sten (1997)
2. Harry Potter og Hemmelighedernes Kammer (1998)
3. Harry Potter og Fangen fra Azkaban (1999)
4. Harry Potter og Flammernes Pokal (2000)
5. Harry Potter og Fønixordenen (2003)
6. Harry Potter og Halvblodsprinsen (2005)
7. Harry Potter og Dødsregalierne (2007)
8. Harry Potter og det forbandede barn - del et & to (en senere fortsættelse i form af to teaterstykker. Manuskriptet hertil udkom 31. juli 2016, oversat til dansk d. 13 oktober 2016)

Alle bøger er oversat til dansk af Hanna Lützen.
De originale engelske udgivelser er udgivet med forskellige indbindinger, hhv. "børne"- og "voksen"-udgaver. Harry Potter-bøgerne er dog beregnet for læsere i alle aldre.

## Handling
Serien omhandler Harry Potter, som på sin 11-års fødselsdag finder ud af, at han er en troldmand, og derfor starter på den magiske skole Hogwarts. Her bliver han venner med Hermione Granger og Ron Weasley, som han kommer til at bo sammen med på det ene af skolens fire kollegier, Gryffindor-kollegiet. Han møder også drengen Draco Malfoy fra Slytherin-kollegiet, der bliver Harrys ærkerival på skolen, og han kommer til at kæmpe mod den onde troldmand Lord Voldemort, der forsøgte at dræbe Harry som spæd.
Bøgerne handler dog også om det at være ung og usikker i al almindelighed, og på et dybere plan rummer bøgerne mange overvejelser om ondskab, ligegyldighed, venskab, frygt, døden, familien, menneskers facader og meget mere.

## Oprindelse
Rowling fik idéen til bøgerne om Harry Potter i 1990 på en togtur fra Manchester til London: Toget blev til Hogwartsekspressen, det røde tog, der fører troldmænd og hekse fra perron 9 3/4 til bådene, der bringer førsteårseleverne over søen til Hogwarts Skole for Heksekunstner og Troldmandskab. Fortælleuniverset består især af bøger og magiske redskaber, og bøgerne trækker på både den engelske og den europæiske mytologi og litteratur. Alfer, nisser, kæmper, kentaurer, spøgelser, varulve og enhjørninger er således fast inventar. Samtidig trækker historien på de mange engelske kostskolehistorier, og der gøres jævnligt grin med ministeriel håbløshed, pressens ensidighed og almindelige menneskers (både magiske og ikke-magiske) vilje til at tro på hvad som helst de hører.
Forfatterinden J. K. Rowling er uddannet i litteraturhistorie, så mange navne og begreber har derfor dybere betydninger, såsom trylleordet "wingardium leviosa", som både har forbindelser til "wings" (vinger) og "levitate", (løfte sig op fra/levitere). Ordet bruges i bøgerne til at få ting til at flyve.
En del af Harry Potter-bøgerne er inspireret af Narnia-bøgerne (som normalt opfattes som klart inspireret af Biblen), og Harry Potter-skikkelsen kan ses som en parallel til Kristus. Lige fra barndomshistorierne om det lille barn, der trænger ondskaben tilbage omgivet af sendebud (ugler/engle), himmelfænomener (stjerneskud/stjerne) og en jublende menneskehed (troldmænd/hyrder og de tre vise mænd), frem til døden og opstandelsen minder Harry Potters og Jesu liv om hinanden. Og forfatteren, J.K. Rowling, har da også i et interview udtalt, at de religiøse paralleller er åbenlyse.

## Møntenheder
De kendte møntenheder er Knut, Sølvsegl og Galleoner. De ejendommelige omregningsforhold 1:29:17 fra den mindste til den største enhed kan tænkes at være en parodi på omregningsforholdet 1:12:20 som Engelske pund benyttede indtil 1971.
|           | En knut | Et sølvsegl | En galleon |
| --------- | ------- | ----------- | ---------- |
| Knut      | 1       | 29          | 493        |
| Sølvsegl  | 0.034   | 1           | 17         |
| Galleoner | 0.002   | 0.059       | 1          |

Forskellige læsere af bøgerne har forsøgt at omregne valutaen til britiske pund og amerikanske dollars, baseret på de oplysninger der gives i bøgerne, da de forskellige referencer gør visse ting enten absurd billige eller dyre og modsiger hinanden omkring det generelle prisniveau i universet har det givet en del forskel i disse vekselkurser. Kurserne ligger dog mellem ca. 40 danske kroner - ca. 220 danske kroner pr. Galleon.

## Religiøs kritik
Harry Potter er blevet kritiseret for bl.a. at opfordre til heksekunst og satanisme, og pave Benedict XVI har i et privat brev kritiseret bøgerne, ligesom Harrys anspændte forhold til sin onkel og tante skulle opmuntre til forkerte familieværdier, ifølge pastor Jack Brock der ved et arrangement i 2001, hvor menigheden brændte Harry Potter-bøger, udtalte at 
| Citat | Bag dette uskyldige ansigt er det magt sataniske mørke. Harry Potter er Djævelen, og han ødelægger mennesker. | Citat |
|       | |       |

Bøgerne rummer selv ingen henvisninger til religion eller religiøse symboler, og kun begrænsede henvisninger til et liv efter døden. Der er dog mange der ser tydelige paralleller mellem dele af plottet i bogen og den bibelske fortælling. Forfatteren selv har også udtalt, at hun har haft Kristendommen i baghovedet . Især ligheden mellem slutningen af bogserien og den bibelske genopstandelse er iøjnefaldende. Kvindelige magi-kyndige personer i bøgerne omtales som "hekse", men i bøgernes kontekst er dette ikke forbundet med nogen form for religion eller religionsdyrkelse. Magien i bøgerne kommer tillige fra personerne selv, ikke fra eksterne kilder.
Forfatteren har selv udtalt at hun ikke ønsker at promovere hekseri med bøgerne.